# Hilariano (mestre dos ofícios)

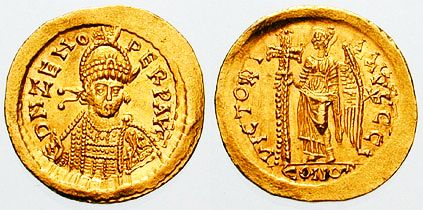
Soldo de Zenão (r. 474–475; 476–491)

Hilariano (em latim: Hilarianus) foi um oficial bizantino do século V, ativo durante o reinado dos imperadores Leão I, o Trácio (r. 457–474), Leão II (r. 474) e Zenão (r. 474–475; 476–491). Mediante leis emitidas por estes imperadores sabe-se que entre 470-474 Hilariano exerceu as funções de conde e mestre dos ofícios e que já por 470 era patrício.
Segundo a Gética de Jordanes, em 474 Hilariano estava estacionado em Salonica com algumas tropas, momento esse que o rei ostrogótico Teodomiro (r. 465–474) preparava-se para atacá-la. Hilariano conseguiu convencê-lo a firmar um acordo de paz no qual garantiu presentes e prometeu terras a seu povo. Os autores da Prosopografia, no entanto, suspeitam que essa negociação relatada por Jordanes seja uma confusão com a embaixada de 479 enviada para Teodorico, o Grande (r. 474–526).